# 妙徳寺駅
妙徳寺駅（みょうとくじえき）は、香川県木田郡平井町（現在の三木町）大字平木にあった高松電気軌道（現在の高松琴平電気鉄道長尾線）の駅。
平木駅から長尾駅側（西側）へ約290 mの場所にある、現在の新川鉄橋西詰・平木堤防踏切の北西側付近に位置していた。

## 歴史

### 年表
- 1912年（明治45年）4月30日：高松電気軌道の駅として開業。
- 1934年（昭和9年）：廃止。

### 駅名の由来
駅付近に現存する日蓮宗の寺院に因む。

## 駅構造
単式ホーム1面1線を有する駅であった。

## 隣の駅
高松電気軌道
長尾駅
平木駅 - 妙徳寺駅 - （学園通り駅） - 鹿伏駅  - 白山駅